# Baía de Delaware

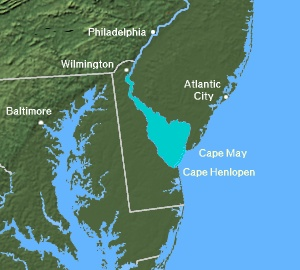
A baía de Delaware, entre a península de Delmarva que a separa da baía de Chesapeake (à esquerda).

A baía de Delaware (em inglês:  Delaware Bay) é um grande estuário na foz do rio Delaware na costa nordeste dos Estados Unidos e onde a água doce e a água salgada do Atlântico se misturam numa vasta extensão. A baía tem uma área de 2 030 km². A baía é limitada pelos estados de Delaware a oeste e de Nova Jersey a leste.
Os dois cabos (os Delaware Capes) que marcam a fronteira com o oceano são o cabo Henlopen e o cabo May.
As costas da baía são principalmente compostas de marismas e pântanos. Do lado de Delaware, muitos rios de pequeno porte correm para a baía, incluindo (de norte a sul): rio Christina, rio Appoquinimink, rio Leipsic, rio Smyrna, rio St. Jones e rio Murderkill. Do lado de Nova Jersey correm os rios Salem, Cohansey e Maurice. Vários desses rios são protegidos pelas suas zonas úmidas de únicos ecossistemas. A baía serve de terreno fértil para muitas espécies aquáticas, incluindo límulos. A baía é também um lugar privilegiado para a criação de ostras.
Contrariamente à vizinha baía de Chesapeake do outro lado da península de Delmarva, a baía de Delaware não é atravessada por nenhuma ponte ou túnel mas um ferry faz a ligação entre o cabo May (Nova Jersey) e Lewes (Delaware).